# La Balme-d’Épy
La Balme-d’Épy korábbi község (település) Franciaországban, Jura megyében. 2018. január 1-jén beolvadt Val-d’Épy új községbe.
Lakosainak száma 52 fő (2018. január 1.). La Balme-d’Épy Florentia, Bourcia, Val-d'Épy, Villechantria és Val Suran községekkel határos.

## Népesség
A település népességének változása:
| Lakosok száma | 43   | 30   | 29   | 31   | 39   | 58   | 67   | 72   | 54   | 52   |
|               | 1968 | 1975 | 1982 | 1990 | 1999 | 2011 | 2013 | 2015 | 2017 | 2018 |